# Гагфорс (аеропорт)
Аеропорт Гагфорс (швед. Hagfors flygplats) (IATA: HFS, ICAO: ESOH) — аеропорт поблизу міста Гагфорс, округ Вермланд, Швеція. 
Аеропорт обслуговується єдиним маршрутом, який виконується згідно з зобов'язаннями громадського обслуговування.

## Авіалінії та напрямки
| Авіакомпанія | Пункт призначення         |
| ------------ | ------------------------- |
| Amapola Flyg | Стокгольм–Арланда, Турсбю |

## Пасажирообіг
Див. джерело запитів Вікіданих та джерела.